# Никольский театр
Никольский народный театр — народный театр в селе  Никольское Воронежской области России, основанный Зинаидой Соколовой и её мужем К. К. Соколовым в 1895 году. 
В репертуар театра входят произведения русских драматургов, всего за свою историю театром было поставлено более 800 спектаклей.
Располагается в Усадьбе Халютиных-Соколовых.

## История

### До революции

К. К. Соколов в сценке из пьесы Островского (Усмань, Тамбовская губ. Дом Ф. В. Огаркова, 1899-1903).

Никольский театр родился летом 1895 года и стал первым в России крестьянским театром. Основателями «старшего брата МХАТа» были сестра К. С. Станиславского З. С. Соколова и её муж, врач К. К. Соколов.
Первой постановкой театра стал спектакль по пьесе Стаховича «Ночное». Зинаида Сергеевна сначала вовлекла в постановки крестьянских детей, которых учила грамоте в организованной ею с мужем школе, а потом и взрослых. Для представлений выбрали общественный амбар, в котором помещалось до шестисот зрителей. В репертуаре театра были пьесы Островского, Чехова, Потехина, Шпажинского, Соллогуба.
В июне 1901 году в Никольское приезжали Константин Станиславский и его супруга, актриса МХТ Мария Лилина.

Брат Костя и Маруся гостили у нас пять дней. Мы играли для них «Кручину» и «Бездольную». Были они и на репетициях. Отношение актёров к делу, игра без утрировки очень понравились им. Костя сказал, что был буквально выбит из колеи всем — публикой, мизансценами, игрой.— З. С. Соколова:4
Жизнь в театре не обрывалась даже в самые трудные времена: в годы первой мировой войны, когда Соколовы в своём доме разместили лазарет, театр ставил пьесы для раненых.

### В СССР
После смерти К. К. Соколова и отъезда его жены в Москву, театр возглавила фельдшер и учительница начальных классов Никольской школы Л. Ф. Тупикова (1883-1955). В 1941 году Никольский драмкружок занял первое место в Воронеже. В 1950-е годы его известность распространяется за пределы области. Здесь идут пьесы Толстого, Горького, Островского.
После смерти Л. Ф. Тупиковой в 1955 году театр возглавил М. А. Ширяев. В 1959 году любительский театр в селе Никольском удостоился диплома I степени как победитель Всероссийского смотра художественной самодеятельности, правительственным решением ему было присвоено звание «народного» (он стал первым в РСФСР официально признанным народным театром).

### В современной России
Начиная с 1994 года Воронежской областной центр народного творчества проводит в селе Никольское областные фестивали любительских театров «Театральные встречи в Никольском». До 2019 года театром руководила старший научный сотрудник областного центра народного творчества Светлана Сукочева, привлекающая к театру ведущих театральных критиков, артистов Кольцовского театра и театра кукол.
В настоящее время театр располагается в здании сельского клуба, которое Соколовы построили для школы. На доме находятся две (?) мемориальные доски с надписью: «В июне 1901 г. здесь останавливался выдающийся реформатор русской сцены К. С. Станиславский с женой актрисой МХТ М.  П. Лилиной».
С 2019 года под руководством режиссера Татьяной Сергеевны Гречаниковой были поставлены следующие спектакли: У Никольских холмов есть глаза(2019),Никольская резня бензопилой(2020),поворот в Никольское не туда(2021),Никольский дом восковых фигур(2022),Ключ от всех дверей Никольского (2023),12 стульев точеных и...(2024)